# Кім Олексій Ростиславович
Олексій Ростиславович Кім (нар. 21 вересня 1958) — російський воєначальник. Заступник начальника ГШ ЗС РФ з 2022 року, заступник командувача Об'єднаного угрупування військ у зоні спеціальної військової операції в Україні (з 11 січня 2023 року), генерал-полковник (2020) . Кандидат військових наук, Заслужений військовий фахівець РФ.

## Життєпис
У 1979 році закінчив Московське вище загальновійськове командне училище імені Верховної Ради Російської РФСР. З 1979 року проходив військову службу у складі Обмеженого контингенту Радянських військ в Афганістані.
Із золотою медаллю закінчив Військову академію ім. Фрунзе.
Проходив службу на посаді заступника начальника оперативного відділу штабу загальновійськової армії під час громадянської війни в Таджикистані. Був нагороджений орденом Мужності.
З початком Другої чеченської війни обіймав посаду начальника штабу — першого заступника командувача західним напрямом Об'єднаного угруповання федеральних сил на Північному Кавказі, яке захопило Ачхой-Мартановський та Урус-Мартановський райони Чечні і брало участь в операції із захоплення федеральними військами Грозного.
З серпня 1999 року обіймав посаду начальника оперативного відділу — заступника начальника штабу 58-ї загальновійськової армії Північно-Кавказького військового округу. Закінчив Військову академію Генерального штабу Збройних сил Російської Федерації у 2003 році із золотою медаллю.
З 2008 по грудень 2009 року — заступник начальника Загальновійськової академії Збройних сил Російської Федерації з навчальної та наукової роботи.
З грудня 2009 по січень 2010 року — начальник Загальновійськової академії ЗС РФ. З січня 2010 по серпень 2014 року — заступник начальника Загальновійськової академії з навчальної та наукової роботи.
З лютого по грудень 2017 року — начальник Центру з примирення ворогуючих сторін у Сирійській Арабській Республіці.
З серпня 2014 по квітень 2019 року — заступник начальника Військової академії Генерального штабу Збройних сил Російської Федерації з навчальної роботи .
З квітня 2019 року — заступник Головнокомандувача Сухопутними військами з миротворчої діяльності .
З вересня 2022 начальник Головного штабу — перший заступник Головнокомандувача Сухопутними військами Російської Федерації.

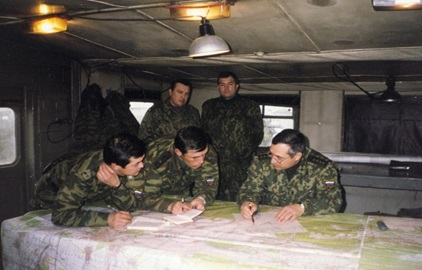
Начальник ГШ ЗС РФ генерал армії РФ Анатолій Квашнін у штабі угруповання «Захід», генерал-майор Валерій Герасимов та полковник Олексій Кім в Урус-Мартані, 2000

Указом Президента Російської Федерації № 769 від 10 грудня 2020 року Олексію Кіму присвоєно військове звання генерал-полковник .
На січень 2023 року — заступник начальника ГШ ЗС РФ. 11 січня 2023 року разом з генералом армії Олегом Салюковим призначений заступником командувача Об'єднаного угрупування військ у зоні спеціальної військової операції.
Був членом опікунської ради Міжрегіональної громадської організації випускників Московського вищого військового командного училища ім. Верховної Ради РРФСР «Кремль» (МРГО «Кремль»).
Кандидат військових наук, професор.
20 грудня 2024 року СБУ заочно оголосила Кіму підозру за наказ про нанесення ракетного удару по готелю в Краматорську, де, серед інших, перебувала знімальна група Reuters.

## Нагороди
- Орден «За заслуги перед Батьківщиною» 2-го ступеня з мечами
- Орден «За заслуги перед Батьківщиною» 3-го ступеня з мечами
- Орден «За заслуги перед Батьківщиною» 4-го ступеня
- Орден Олександра Невського
- Орден Кутузова
- Два ордени Мужності
- Орден «За військові заслуги»
- Орден «За службу Батьківщині у Збройних Силах СРСР» 3-го ступеня
- Медалі СРСР та РФ
- Заслужений військовий спеціаліст Російської Федерації